# Oides posticalis
Oides posticalis es una especie de insecto coleóptero de la familia Chrysomelidae.
Fue descrita científicamente en 1838 por Guerin-Meneville.